# Premier protocole facultatif au Pacte international relatif aux droits civils et politiques

Parties au premier Protocole facultatif se rapportant au Pacte international relatif aux droits civils et politiques

Le premier protocole facultatif se rapportant au Pacte international relatif aux droits civils et politiques est un traité international établissant un mécanisme de plainte individuelle pour le Pacte international relatif aux droits civils et politiques (PIDCP). Il a été adopté par l'Assemblée générale des Nations unies le 16 décembre 1966 et est entré en vigueur le 23 mars 1976. En janvier 2025, il comptait 116 États parties et 35 signataires. Trois des États l'ayant ratifié (la Jamaïque, Trinité-et-Tobago, et le Bélarus) ont dénoncé le protocole.

## Contenu
Le Protocole facultatif établit un mécanisme de plaintes individuelles pour le PIDCP similaire à ceux du Protocole facultatif à la Convention relative aux droits des personnes handicapées et à l'article 14 de la Convention internationale sur l'élimination de toutes les formes de discrimination raciale. Les parties conviennent de reconnaître la compétence du Comité des droits de l'homme (CDH) des Nations unies pour examiner les plaintes des personnes qui prétendent que leurs droits en vertu du Pacte ont été violés. Plusieurs plaignants doivent avoir épuisé tous les recours internes et les plaintes anonymes ne sont pas autorisées. Le Comité doit porter les réclamations à la connaissance de la partie concernée, qui doit répondre dans un délai de six mois. Après examen, le Comité doit transmettre ses conclusions à la partie et au plaignant. 
Bien que cela ne soit pas expressément prévu par le Protocole, le CDH considère la reconnaissance de sa compétence pour connaître des plaintes comme imposant une obligation de ne pas entraver l'accès au Comité et d'empêcher toutes représailles contre les plaignants. Il considère ses conclusions comme des déterminations faisant autorité des obligations en vertu du Pacte, et leur adoption comme étant nécessaire pour fournir un "recours effectif" en vertu de l'article 2 du PIDCP.
Le Protocole facultatif nécessite dix ratifications pour entrer en vigueur .

## Réserves
Un certain nombre de parties ont formulé des réserves et des déclarations interprétatives à leur application du Protocole facultatif.
L'Autriche ne reconnaît pas la compétence du CDH pour examiner des plaintes qui ont déjà été examinées par la Commission européenne des droits de l' homme.
Le Chili, la Croatie, le Salvador, la France, l'Allemagne, le Guatemala, Malte, la Russie, la Slovénie, le Sri Lanka et la Turquie considèrent que le Protocole facultatif ne s'applique qu'aux plaintes survenues après son entrée en vigueur pour ces pays. 
La Croatie, le Danemark, la France, l'Allemagne, l'Islande, l'Irlande, l'Italie, le Luxembourg, Malte, la Norvège, la Pologne, la Roumanie, la Russie, la Slovénie, l'Espagne, le Sri Lanka, la Suède, la Turquie et l'Ouganda ne reconnaissent pas la compétence du CDH pour examiner les plaintes qui ont déjà été examinées dans le cadre d'une autre procédure de plainte internationale. 
L'Allemagne et la Turquie ne reconnaissent pas la compétence du CDH pour connaître des plaintes résultant de l'article 26 du PIDCP, couvrant la discrimination et l'égalité devant la loi, sauf dans la mesure où elles se rapportent à des droits expressément affirmés dans le Pacte. 
Le Guyana et Trinité-et-Tobago ne reconnaissent pas la compétence du CDH pour connaître des plaintes relatives à leur application de la peine de mort. 
Le Venezuela ne reconnaît pas la compétence du CDH pour connaître des plaintes concernant des procès par contumace pour des atteintes à la république. 

## Décisions
- Toonen c. Australie (en) (1994) – soutient que l'orientation sexuelle est incluse dans les dispositions anti-discrimination du traité en tant que statut protégé.
- Walman c. Canada (en) (1999) – discrimination religieuse dans le financement des écoles.
- Diergaardt c. Namibie (en) (2000) – discrimination linguistique dans la communication avec les autorités.
- Ignatane c. Lettonie (en) (2001) – façon non objective d'évaluer les compétences en langues officielles d'un candidat aux élections.
- Ioane Teitiota c. Nouvelle-Zélande (2020) - Sans efforts nationaux et internationaux robustes, les effets du changement climatique dans les États d'accueil peuvent exposer les individus à une violation de leurs droits en vertu des articles 6 ou 7 du Pacte, déclenchant ainsi les obligations de non-refoulement des États d'origine. Cependant, ce n'était pas le cas dans ce cas particulier[9].